# Д’Асп, Эрмангар
Эрмангар д’Асп  (фр. Hermangard d'Asp, Ermengard, Ermengardus Apsensis, Armengaut де Aspe; ? — 1192, Акко) — 9-й великий магистр духовно-рыцарского ордена госпитальеров (1188—1190).

## Биография
Данные о его происхождении и дате рождения отсутствуют, но имя и фамилия связывают Эрмангара с Виваре или Бискайей. Поскольку он управлял замком d’Amposta, можно предположить, что он был в испанского происхождения. Тот факт, что Эрмангар управлял замком Ампосту одновременно с главным монастырём Аббатства Сен-Жиль (Сен-Жиль), можно предполагать его одним из самых важных сановников госпитальеров.
После того, как его предшественник Роже де Мулен пал в битве близ Назарета в мае 1187 года, Орден Святого Иоанна столкнулся с вторжением султана Египта и Сирии Саладина в Иерусалимское королевство. Первоначально Вильгельм Борель временно взял на себя руководство орденом, но он, вероятно, 4 июля 1187 года пал в битве при Хаттине или был схвачен и казнён воинами Саладина. В любом случае, 20 июля 1187 года Эрмангар д’Асп временно принял на себя командование Орденом госпитальеров в Иерусалиме.
Тогда Саладин завоевал много городов и замков Иерусалимского королевства, госпитальеры укрылись в мощно укреплённом замке Маргат, крепости крестоносцев и одном из главных опорных пунктов рыцарей Ордена Госпитальеров, который они приобрели только в феврале 1186 года. 22 октября 1187 года Иерусалим после десятидневной осады был взят Саладином. Рыцари Ордена Госпитальеров за свои деньги выкупили около тысячи христиан, взятых в плен в Иерусалиме. Крестоносцы обвинили в этом поражении Византию, обвиняя императора в подстрекательстве и помощи мусульманам. Византийцев стали воспринимать в лучшем случае как не особо ревностных сторонников освобождения Гроба Господня, а в худшем — как злонамеренных и двуличных лицемеров, постоянно размышляющих предательство крестоносцев.
В 1189—1191 годах крестоносцы приняли участие в осаде Акко, им удалось отбить этот стратегически важный город, который в течение 100 лет оставался оплотом крестоносцев и столицей Иерусалимского королевства, и перенесли туда свою штаб-квартиру. Во время осады Акко орден снова в какой-то степени укрепился. В 1188 году Эрмангар д’Асп был избран новым великим магистром ордена.
При нём Орден участвовал в Третьем крестовом походе, вынеся на своих плечах всю тяжесть победной битвы при Арсуфе (1191) против Саладина.
Умер в Акко зимой 1192 года.